# Дзимелла
Дзиме́лла (итал. Zimella) — коммуна в Италии, располагается в провинции Верона области Венеция.
Население составляет 4333 человека, плотность населения составляет 217 чел./км². Занимает площадь 20,08 км². Почтовый индекс — 37040. Телефонный код — 0442.
Покровительницей коммуны почитается Пресвятая Богородица (Madonna di Monte Berico), празднование 25 августа. Также праздник ежегодно празднуется 8 сентября.